# Sein Win
Tiến sĩ Sein Win (tiếng Miến Điện: စိန်ဝင်း, phát âm [sèiɴ wɪ́ɴ]) là chính trị gia người Myanmar. Năm 1990, ông được bầu làm thủ tướng không chính thức của "Chính phủ Liên minh quốc gia của Liên bang Miến Điện", một chính phủ lưu vong.

## Tiểu sử
Sein Win sinh ngày 16 tháng 12 năm 1944 ở Taungdwingyi, Myanmar, là con của U Ba Win và Daw Khin Saw. Cha của ông là anh của tướng Aung San và tham gia nội các của Aung San. Ba Win bị ám sát năm 1947, cùng với Aung San và phần lớn thành viên nội các, ngay trước khi Myanmar được độc lập.
Sein Win đậu bằng cử nhân toán ở Đại học Rangoon năm 1965, bằng thạc sĩ năm 1974 và bằng tiến sĩ khoa học năm 1979 ở Đại học Hamburg của Đức. Ông làm giảng viên ở Đại học Colombo của Sri Lanka từ năm 1980 tới năm 1981 và ở Đại học Nairobi của Kenya từ năm 1982 tới năm 1984.

## Giải thưởng
- 1963 Giải Bút vàng Tự do